# Professor of Anatomy (Cambridge)
Professorship of Anatomy är en professur vid universitetet i Cambridge som grundades 1707. 
År 1924 utvidgades lärostolens ansvarsområde från enbart människans anatomi till att omfatta anatomin hos alla ryggradsdjur samt embryologi.

## Innehavare
- George Rolfe (1707–1728)
- John Morgan (1728–1734)
- George Cuthbert (1734–1735)
- Robert Bankes (1735–1746)
- William Gibson (1746–1753)
- Charles Collignon (1753–1785)
- Sir Busick Harwood (1785–1814)
- John Haviland (1814–1817)
- William Clark (1817–1866)
- George Humphry (1866–1883)
- Alexander Macalister (1883–1919)
- James Thomas Wilson (1920–1934)
- Henry Harris (1934–1951)
- James Dixon Boyd (1951–1968)
- Richard John Harrison (1968–1984)
- Hans Kuypers (1984–1989)
- Raymond Lund (1992–1995)
- Bill Harris (1997–)